# وکان
روستای  وکان  (به عربی: قریة وکان)  یکی از روستاهای کشور پادشاهی عمان است، ویکی از (نقاط دیدنی سلطنت عمان) به‌شمار می‌آید. 
این روستا از توابع شهرستان بهلاء در استان منطقه داخلیه می‌باشد. روستای وادی فهود در سمت مغرب روستای وکان واقع شده‌است.
روستای " وکان" در عمان در ارتفاع دوهزار متری از سطح دریا در دره مستل در استان نخل در جنوب الباطنه و در فاصله 150 کیلومتری مسقط (پایتخت عمان) واقع شده‌است
به گزارش روزنامه سعودی "المرصد"،راه منتهی به این روستا از چند دره می‌گذرد و برای رفتن به این روستا باید از خودروهای شاسی بلند استفاده کرد.
آب و هوای این منطقه معتدل است و در تابستان هوایی گرم و در زمستان هوایی سرد دارد.
خاک این روستا حاصلخیز بوده و در آن مزارع پله‌ای وجود دارد و درختان میوه زیادی مانند انگور، انار و زردآلو در آن فراوان است.
در ورودی روستای وکان، مرکزی برای اطلاع رسانی و استقبال از گردشگران وجود دارد و جاده‌ای هست که اطراف ان با دیوار محافظت شده‌است و مناطقی برای خدمت رسانی و جاهایی برای نشستن وجود دارد و مرکزی نیز به عنوان استراحتگاه هست که بر روستا و مزارع پله‌ای مشرف است.
این روستا با طبیعت دیدنی خود همچنین دارای یک مسیر کوهستانی مختص به دوستداران ورزش پیاده‌روی است که روستا را به "الجبل الاخضر" (کوه سبز) وصل می‌کند.
روستای  وکان  یک روستایی کوهستانی اما بسیار زیبا، تپه‌های سرسبز و خانه‌های تاریخی کاه گلی و قدیمی، و باغهای مرکبات وصیفی جات و مناظر سرسبز و شاعرانه و چشمه‌های آب روان روستا را احاطه نموده‌است، و درختان سر به فلک کشیده نخل خرما در اطراف روستا رونق وزیبایی خاصی به روستای «وکان» داده‌است.
این روستا درپایه کوه حجر غربی از ناحیه جنوب واقع شده‌است.

## ویژگی‌ها
این روستا در بلندای ۲۰۰۰ متری از تراز دریا در وادی مستال شهرستان نخل استان باطنه جنوبی در ۱۵۰ کیلومتری مسقط جای دارد.
جاده‌ای که به روستا می‌رسد از چند دره می‌گذرد پس فقط با خودروی چهارچرخ محرک (خودرویی که می‌تواند گشتاوری نیروی تولیدشدهٔ موتور را به روی چهار چرخ به‌گونه‌ای همزمان ترابری کند) می‌توان به روستای وکان رسید.
این بخش در تابستان از دمای معتدل و در زمستان از دمای پایین برخوردار است.
گردشگران بسیاری کشت‌زارهای پلکانی‌ای که بستر درختانی مانند انگور، انار و زردآلو و برخی از حبوبات هست را بازدید خواهند کرد.
در آغاز دهکده، کانون آگاهی‌ها و بازدیدکنندکان جای دارد.
راهی به درازای ۱۱۰۰ متر ساخته شده‌است که دربرگیرنده ۷۰۰ پله است که به بالای کوه می‌رسد.
پیرامون این راه یک حصار نگهبان دارد و دربردارنده بخش‌های خدماتی و همچنین برج‌های بازدید که مانند دژ و چتر هستند.
همچنین جاهایی برای نشستن و پناهگاه‌هایی برای آسودن که رو به دهکده و کشتزارهای پلکانی‌اش هست خواهید یافت.
سامانه آبیاری فلاج از بالای روستا به سوی کشت‌زارهای پلکانی روان است.
برای دوستداران پیاده‌روی در کوهستان، یک راه کوهستانی هست که روستا را به کوه اخضر (کوه سبز) می‌رساند.

## جمعیت
جمعیت آن ۱۸۶ نفر (۲۵ خانوار) است که از اهل سنت و مالکی مذهب هستند. شغل مردم روستا کشاورزی و دامداری است، و از راه زراعت وتجارت امرار معاش می‌کنند.